# Ali Hassan al-Jaber
Ali Hassan al-Jaber (12 de dezembro de 1955 - 12 de março de 2011) foi um cinegrafista do Qatar que trabalhava para o canal de televisão Al Jazira.
Ele estudou cinema na Academia de Artes, em Cairo, Egito. Trabalhou para a televisão do Qatar em Doha por mais de 20 anos e depois se juntou à Al Jazira.